# Sit carminat
El sit carminat (Rhodospingus cruentus) és un ocell de la família dels tràupids (Thraupidae) i única espècie del gènere Rhodospingus Sharpe, 1888.

## Hàbitat i distribució
Habita matolls àrids a les terres baixes del vessant del Pacífic a l’oest de l'Equador i nord-oest del Perú.